# Canal optique

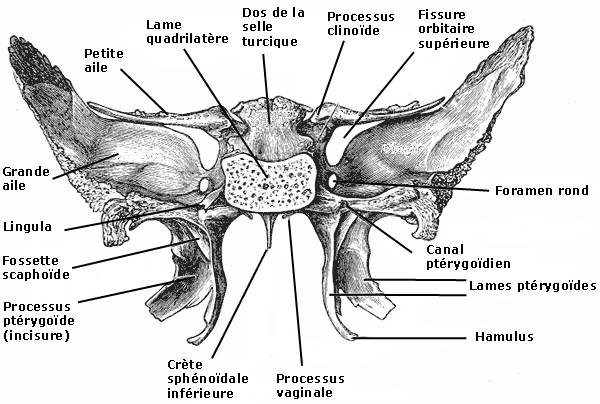
Vue postérieure de l'os sphénoïde.

Le canal optique est le canal situé entre les deux racines de la petite aile de l'os sphénoïde. 
Il débouche à l'arrière de chaque orbite. Il permet le passage du nerf optique et de l'artère ophtalmique entre la cavité crânienne et la cavité orbitaire.  
Au niveau de son orifice orbitaire le tubercule sous-optique ou infra-optique le sépare de la partie large de la fissure orbitaire supérieure et donne insertion au tendon de Zinn.  